# Komisarz Policji
Komisarz Policji (kom.) – stopień oficerów młodszych w Policji, odpowiednik stopnia porucznika w Wojsku Polskim (WP), wyższym od podkomisarza (podporucznika w WP), a niższym od nadkomisarza (kapitana w WP). Stosownie do zajmowanego stanowiska służbowego oraz w zależności od opinii służbowej mianowanie na stopień komisarza nie może nastąpić wcześniej niż po przesłużeniu w stopniu podkomisarza 3 lat. Mianowanie na stopień nadkomisarza nie może nastąpić wcześniej niż po przesłużeniu 4 lat w stopniu komisarza – stosownie do zajmowanego stanowiska służbowego oraz w zależności od opinii służbowej. Jak w przypadku każdego stopnia możliwy jest awans nadzwyczajny w "szczególnie uzasadnionych przypadkach". Stopień komisarza, jak wszystkie stopnie policyjne, jest dożywotni.